# Veji

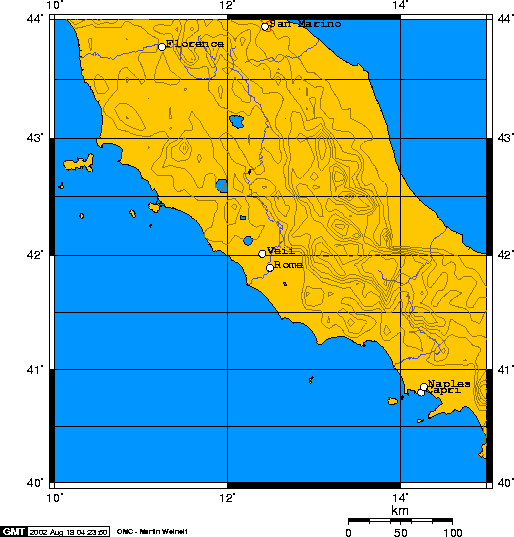
Lage der Städte Rom und Veji

Veji (etruskisch Veia, lateinisch Veii, altgriechisch Οὐηίοι Ouēioi; heute Veio beim römischen Stadtteil Isola Farnese) war eine wichtige antike etruskische Stadt. Sie lag am Cremera, einem Nebenfluss des Tiber, 20 Kilometer nordöstlich von Rom und ist aus Siedlungen der Villanovakultur entstanden. In der Blütezeit der etruskischen Kultur hatte Veji mehrere tausend Einwohner. Archäologisch sieht das Veji des 6. und 5. Jahrhunderts v. Chr. dem Rom der Epoche zum Verwechseln ähnlich: eine aufstrebende Gemeinde, die im Mittelpunkt eines gut ausgebauten Straßennetzes lag, eine wichtige Rolle im Fernhandel spielte und ihren Wohlstand in kommunale Großbauten investierte.

## Geschichte
Als mächtiges Mitglied des Zwölfstädtebunds führte es dauerhaft Krieg mit der Römischen Republik. Rom geriet in Gefahr, im Schatten Vejis zu verschwinden. Ostia, Anlieferungspunkt für Salz, und der Tiber als wichtiger Transport- und Handelsweg waren für beide Städte ökonomisch lebenswichtig, woraus sich Konflikte ergaben. Auf Seiten der Römer tat sich gegen Ende dieses Krieges vor allem Marcus Furius Camillus hervor. Wie bei Titus Livius zu lesen ist, bewegte er die Römer dazu, durch die in die Stadt führenden Wassertunnel in Veji einzudringen und so die Belagerung zu umgehen. So konnten sie im Jahr 396 v. Chr. den zehn Jahre währenden Krieg beenden. Die Stadt wurde zerstört, die Einwohner versklavt, der Grund und Boden zum ager publicus erklärt. Auffällig ist, dass die Beschreibung der Belagerung Vejis bei Livius große Ähnlichkeit mit der Geschichte um die Belagerung von Troja, wie sie Homer schildert, aufweist.
Die Stadt blieb bekannt durch Aufzeichnungen des Dionysios von Halikarnassos und des Titus Livius, aber ihre Bedeutung und Macht geriet in Vergessenheit. Zur Zeit des Kaisers Augustus gründete man Veii als municipium neu, im 5. Jahrhundert wurde die Stadt dann aber endgültig verlassen.

## Archäologie

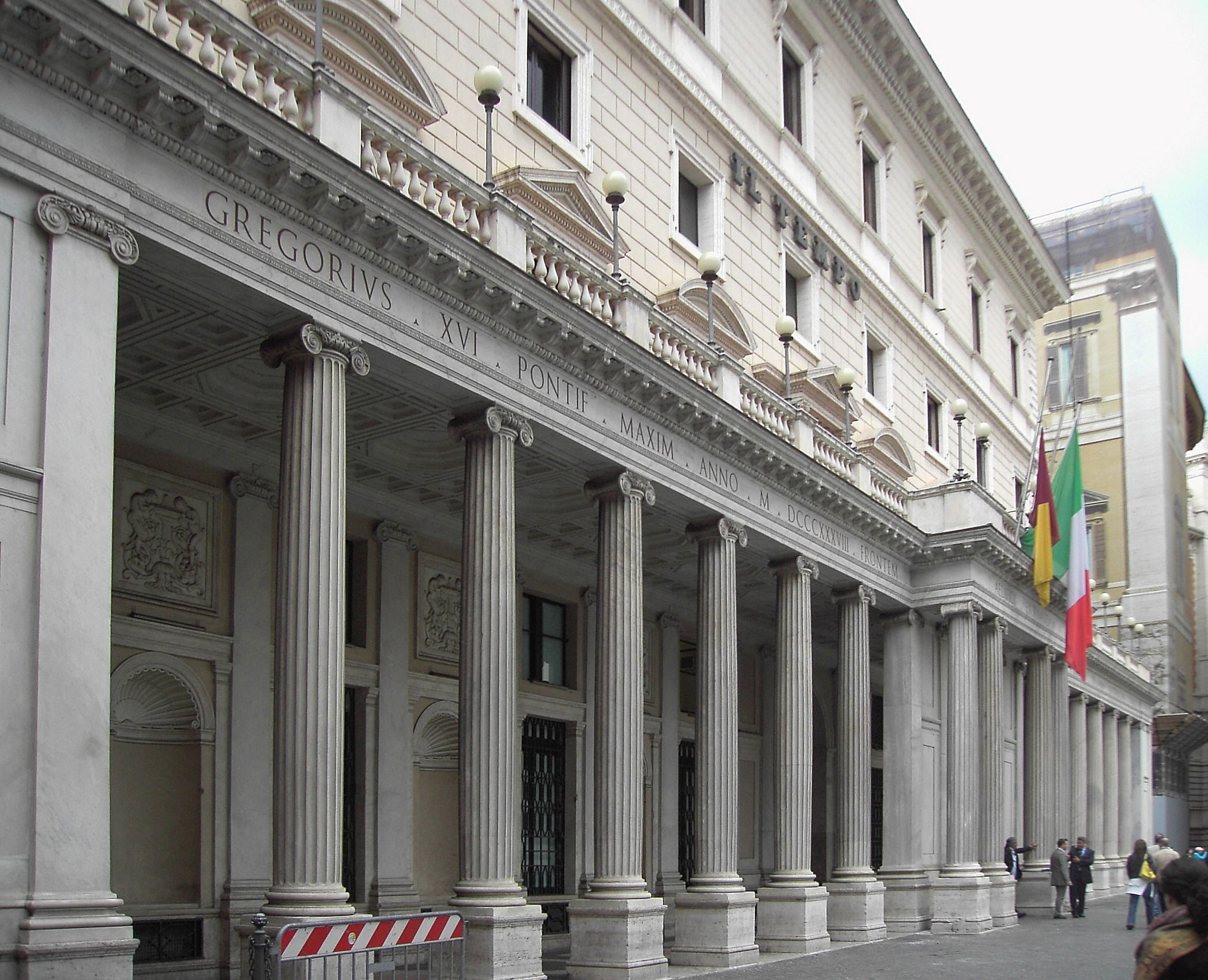
Säulen aus Veji, die Papst Gregor XVI. zur Piazza Colonna in Rom transportieren ließ (Palazzo Wedekind).

Das Areal der Stadt selbst, deren Ruinen zum Teil auf das 6. Jahrhundert v. Chr. zurückgehen, liegt auf einem Plateau, das von einer teilweise sogar noch gut erhaltenen Mauer aus Tuffstein aus dem 5. Jahrhundert v. Chr. umgeben ist. Eine technische Meisterleistung ist der in den Fels geschlagene Wassertunnel (Ponte Sodo), der ebenfalls bereits aus dem 6. Jahrhundert v. Chr. stammt.
Im Südosten befindet sich ein befestigter Hügel, außerhalb der Stadt im Nordosten das Portonaccio-Heiligtum, das Apulu (Apollon) und Menrva (Minerva) geweiht war. Vom Dach eines Tempels innerhalb einer Umfriedung stammen die berühmten Terrakottaplastiken des Museo Nazionale Etrusco di Villa Giulia in Rom. Für diese Art der Plastik, insbesondere der Großplastik aus der Zeit um 500 v. Chr., war Veji berühmt; sie gilt als Hauptbeitrag der Stadt zur Kunst. Zu diesen Zeugnissen gehören die Statue des Apollon von Veji (ebenfalls in der Villa Giulia), der Kopf des Turms (Hermes) und eine Göttin mit einem Knaben. Es wird vermutet, dass mit diesen Plastiken der Name des Bildhauers Vulca verbunden ist.
Aus der zweiten Zeit Vejis stammt die Statue des Kaisers Tiberius, die sich nun in den Vatikanischen Museen befindet.
Außerhalb der Reste der Stadt wurden Tumuli gefunden, große Nekropolen, ausgemalte etruskische Gräber, die in den Fels geschnitten sind, darunter als berühmteste die Tomba delle Anatre (Grab der Enten), die Tomba dei Leoni Ruggenti (Grab der brüllenden Löwen) und die Tomba Campana, entdeckt 1843, ein Grab mit den ältesten bekannten etruskischen Fresken aus der Zeit zwischen 650 und 600 v. Chr.

## Zeittafel
- 8. Jahrhundert v. Chr. – erste etruskische Siedlung (stadtähnlich)
- 650 v. Chr. – Errichtung der ersten Tempelanlagen
- 474 v. Chr. – Erster Krieg zwischen Rom und Veji
- 438 bis 425 v. Chr. – Zweiter Krieg Roms gegen Veji
- 428 v. Chr. – Tod von Lars Tolumnius (König von Veji)
- 406 v. Chr. – Beginn der römischen Belagerungen
- 396 v. Chr. – Zerstörung von Veji
- 1. Jahrhundert v. Chr. – Neugründung unter Augustus
- 5. Jahrhundert n. Chr. – endgültige Aufgabe der Stadt